# Anna Maria Geertruida Schmidt
Anna Maria Geertruida Schmidt (Kapelle, 20 de mayo de 1911- Ámsterdam, 21 de mayo de 1995) fue una escritora neerlandesa.
Escribió una variedad de poemas, canciones, libros, piezas de teatro, musicales, y obras dramáticas de radio y de televisión, siendo muy conocida por su literatura infantil, por la cual recibió el Premio Hans Christian Andersen en 1988. 
Fue eutanasiada al día siguiente de su 84.º aniversario de nacimiento y fue sepultada en Ámsterdam.
Unos de sus libros para niños más conocidos son Jip en Janneke y Pluk van de Petteflet. 
El escultor Frank Rosen diseñó el busto en bronce de Schmidt que se encuentra en su ciudad natal de Kapelle. 